# 黑岩彰
黑岩彰（日语：／ Kuroiwa Akira，1961年9月6日—），日本男子速度滑冰运动员。他曾代表日本参加1984年和1988年冬季奥林匹克运动会速度滑冰比赛，其中1988年冬季奥运会获得一枚铜牌。